# Botswana International 1993
Die Botswana International 1993 im Badminton fanden Anfang August 1993 statt. 

## Sieger und Platzierte
| Disziplin    | Gold                        | Silber                       | Bronze                            |
| ------------ | --------------------------- | ---------------------------- | --------------------------------- |
| Herreneinzel | Jeff Pawson                 | Ajit Verma                   | Erskine du Toit                   |
| Herreneinzel | Jeff Pawson                 | Ajit Verma                   | Mirko Ravizzotti                  |
| Dameneinzel  | Bianca Kustner              | Megan Laing                  | Lolly Hensman                     |
| Dameneinzel  | Bianca Kustner              | Megan Laing                  | Heidi Spinas                      |
| Herrendoppel | Allan de Beer Jeff Pawson   | Erskine du Toit Gary Spinas  | Orlando Noronha Luis Antonio Timm |
| Herrendoppel | Allan de Beer Jeff Pawson   | Erskine du Toit Gary Spinas  | Mirko Ravizzotti Ajit Verma       |
| Damendoppel  | Bianca Kustner Heidi Spinas | Ivy Holly Megan Laing        | Sonia Cruz Suzana Maria Cruz      |
| Damendoppel  | Bianca Kustner Heidi Spinas | Ivy Holly Megan Laing        | Lolly Hensman Jackie Symonds      |
| Mixed        | Allan de Beer Megan Laing   | Erskine du Toit Heidi Spinas | Gary Spinas Bianca Kustner        |
| Mixed        | Allan de Beer Megan Laing   | Erskine du Toit Heidi Spinas | Ajit Verma Jackie Symonds         |